# 侯綸
侯綸（1485年—1550年），字廷言，號莎亭，山西太原左衛官籍直隸滑縣人，明朝政治人物。

## 生平
山西鄉試第三十九名。正德六年（1511年）辛未科会试第二百四十八名，二甲十六名進士。授戶部主事，历吏部郎中、禮部署员外郎事主事、精膳司郎中，擢湖廣按察使司副使。升辽东苑马寺卿，起升陕西布政使司左参政，二十年三月升山东右布政使，轉左布政，二十一年正月升都察院右副都御史、整饬蓟州边备兼巡抚顺天，二十二年升兵部右侍郎，二十三年二月被论调任南京。二十六年五月起復南京户部右侍郎，二十九年五月卒，賜祭葬。

## 家族
曾祖父侯禮，副千戶；祖父侯守賢，副千戶；父親侯盛，副千戶。母張氏（封宜人）。慈侍下。兄侯經，副千户；侯紌；侯纹；弟纬、纯、绅、約、緒。
子侯汝諒，舉進士，歷官都御史。